# Diaphania yurakyana
Diaphania yurakyana is een vlinder uit de familie van de grasmotten (Crambidae), uit de onderfamilie van de Spilomelinae. De wetenschappelijke naam van deze soort is voor het eerst voorgesteld door Roger Vila, Francisco Piñas en Jose Alejandro Clavijo Albertos in een publicatie uit 2004.
De soort komt voor in Ecuador.